# Drapeau rouge (1870)
Pour les articles homonymes, voir Drapeau rouge (homonymie).
Drapeau rouge est une chanson composée par Justin Bailly en 1870, pendant et à propos de la Commune de Paris. Elle se chante sur l'air du Chant du départ.